# Unione Sportiva Crotone 1973-1974
Questa pagina raccoglie le informazioni riguardanti l'Unione Sportiva Crotone nelle competizioni ufficiali della stagione 1973-1974.

## Rosa
| N. |                   | Ruolo | Calciatore        |
| -- | ----------------- | ----- | ----------------- |
|    | Italia (bandiera) | D     | Stefano Baitelli  |
|    | Italia (bandiera) | D     | Albino Barbuto    |
|    | Italia (bandiera) | D     | Guido Battilani   |
|    | Italia (bandiera) | C     | Emilio Barone     |
|    | Italia (bandiera) | C     | Flavio Bernardis  |
|    | Italia (bandiera) | D     | Roberto Capiotto  |
|    | Italia (bandiera) | A     | Vincenzo Damiano  |
|    | Italia (bandiera) | A     | Angelo Giugno     |
|    | Italia (bandiera) | C     | Fedele Gualandri  |
|    | Italia (bandiera) | A     | Vincenzo Librandi |
|    | Italia (bandiera) | P     | Gino Lusuardi     |

| N. |                   | Ruolo | Calciatore         |
| -- | ----------------- | ----- | ------------------ |
|    | Italia (bandiera) | A     | Gaetano Montenegro |
|    | Italia (bandiera) | C     | Antonio Montosi    |
|    | Italia (bandiera) | P     | Walter Padovani    |
|    | Italia (bandiera) | A     | Antonio Pellegrino |
|    | Italia (bandiera) | C     | Pasquale Pesce     |
|    | Italia (bandiera) | D     | Domenico Puja      |
|    | Italia (bandiera) | C     | Antonio Rocca      |
|    | Italia (bandiera) | D     | Luigi Sanzone      |
|    | Italia (bandiera) | C     | Davide Seveso      |
|    | Italia (bandiera) | C     | Piernicola Virgili |